# Marília Mendonça
Marília Dias Mendonça, née le 22 juillet 1995 à Cristianópolis (Goiás) et morte le 5 novembre 2021 à Piedade de Caratinga (Minas Gerais), est une auteure-compositrice-interprète brésilienne de sertanejo.

## Biographie
Marília Dias Mendonça est née en 1995 à Cristianópolis et a grandi à Goiânia. Son premier contact avec la musique a lieu à l'église et elle commence à composer à l'âge de 12 ans. Elle écrit des chansons pour divers chanteurs comme les titres Minha Herança pour João Neto & Frederico, Muito Gelo, Pouco Whisky  pour Wesley Safadão, Até Você Voltar, Cuida Bem Dela, Flor e o Beija-Flor pour Henrique & Juliano, Ser Humano ou um Anjo pour Matheus & Kauan, Calma pour Jorge & Mateus ou encore É Com Ela Que Eu Estou pour Cristiano Araújo.
En 2015, elle publie son premier EP. Cependant, elle ne gagne en notoriété qu'après la sortie de son premier album live éponyme en 2016, qui reçoit un certificat de double platine pour les 240 000 exemplaires vendus. Infiel, une chanson incluse dans l'album, devient l'une des chansons les plus jouées au Brésil et reçoit un certificat de triple disque de diamant, donnant à Mendonça une visibilité nationale. Son deuxième album, Realidade, sort en 2017 et lui vaut une nomination aux Latin Grammy Award dans la catégorie « Meilleur album de musique Sertaneja ». En 2019, elle sort un nouvel album, Todos os Cantos, un projet scénarisé avec des spectacles enregistrés par la chanteuse dans toutes les différentes capitales du Brésil. Cet album lui vaut une certification double disque de diamant pour les 240 000 exemplaires vendus et le prix Latin Grammy dans la catégorie « Meilleur album de musique Sertaneja ». Dans son pays, elle est devenue une des interprètes les plus populaires du sertanejo, un genre musical proche de la country.
Marília Mendonça meurt le 5 novembre 2021 à 26 ans, à Piedade de Caratinga (Minas Gerais, Brésil) dans un accident d'un avion-taxi Beechcraft King Air faisant cinq victimes,.

## Discographie

### Albums live
| Titre                                          | Détails                                                                         | Certifications    |
| ---------------------------------------------- | ------------------------------------------------------------------------------- | ----------------- |
| Marília Mendonça: Ao Vivo                      | - Parution : 4 mars 2016 - Label : Som Livre - Formats : CD, DVD, numérique     | - PMB: 2× Diamant |
| Realidade: Ao Vivo em Manaus                   | - Parution : 6 mars 2017 - Label : Som Livre - Formats : CD, DVD, numérique     |                   |
| Agora É Que São Elas 2 (avec Maiara & Maraisa) | - Parution : 13 avril 2018 - Label : Som Livre - Formats : numérique            | - PMB: 2× Platine |
| Todos Os Cantos, Vol. 1                        | - Parution : 22 février 2019 - Label : Som Livre - Formats : CD, DVD, numérique | - PMB: 2× Diamant |

### Collaborations
| Titre                               | Détails                                                                 | Certifications    |
| ----------------------------------- | ----------------------------------------------------------------------- | ----------------- |
| Patroas (avec Maiara & Maraisa)     | - Parution : 4 septembre 2020 - Label : Som Livre - Formats : numérique | - PMB: 2× Platine |
| Patroas 35% (avec Maiara & Maraisa) | - Parution : 14 octobre 2021 - Label: Som Livre - Formats : numérique   |                   |